# Alabayır, Çine
Alabayır là một xã thuộc huyện Çine, tỉnh Aydın, Thổ Nhĩ Kỳ. Dân số thời điểm năm 2010 là 651 người.